# 高凤镇
高凤镇，原为高凤乡，是中华人民共和国四川省乐山市井研县下辖的一个乡镇级行政单位。2019年12月，撤乡设镇。

## 行政区划
高凤镇下辖以下地区：
高凤街社区、潜力村、红星村、建国村、星星亮村、星光村、高凤村、雨凤村、有力村、同力村、节约村和双堰村。